# Vartofta härad

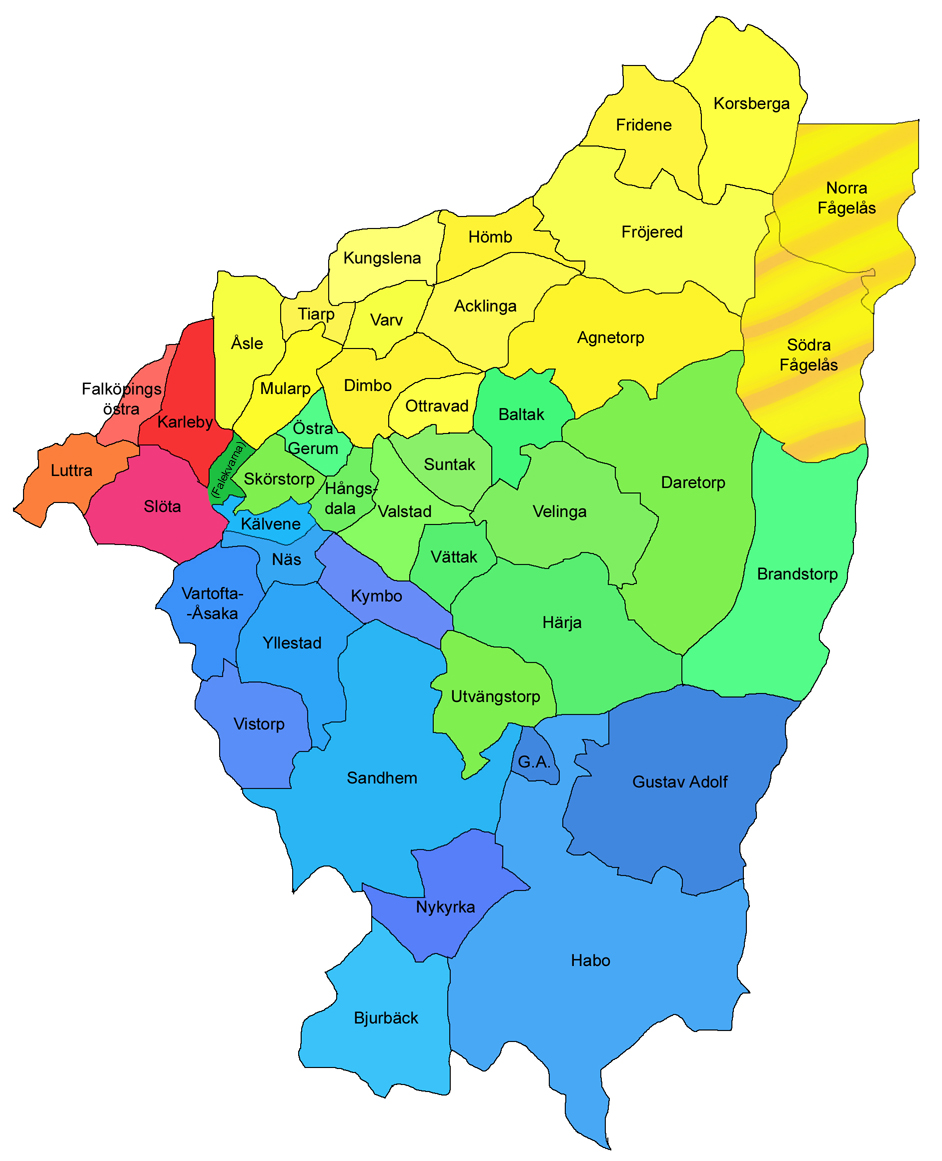
Socknar och medeltida fjärdingar i Vartofta härad. Ållebergs fjärding i rött, Nordligaste fjärdingen i gult, Mellersta fjärdingen i grönt och Sydligaste fjärdingen i blått.

Vartofta härad var ett härad mitt i östra Västergötland, som numera utgör delar av Falköpings kommun, Habo kommun, Mullsjö kommun, Hjo kommun och Tidaholms kommun. Häradets areal var 1 377,43 kvadratkilometer varav 1 354,17 land. Häradet hade tre tingsställen. Dessa fanns i Dimbo, Leaby och Slättäng, där Dimbo 1908 noch Slättäng 1913  ersattes med Tidaholm. 

## Häradsnamnet
Namnet skrevs år 1225 prouincie Wartopta och i Äldre Västgötalagen från slutet av 1200-talet skrevs det Vartoptæ hæræd. Namnet har lånats från Vartofta by i Vartofta-Åsaka socken. Ordet topt betyder "tomt". Det sammansatta Vartofta är bildat till höjdnamnet Varkullen. Detta tolkas som "bevakningskullen". Detta kommer från fornsvenskans vardher – "vakt(göring)".

## Geografi
Vartofta härad omfattar ett område mellan Falköping och Vättern i Västergötland.
Vartofta härad är i väster ett lågland kring platåbergen Ålleberg, Gerumsberget och Varvsberget. I öster finns höjdryggen Hökensås. Inom häradet ligger en stor del av Falbygdens högslätt. I söder tränger sydsvenska höglandet in från Småland. Häradets största sjö är den långsmala Stråken. Det största vattendraget är Tidan med sina biflöden Ösan och Yan.
I dag är Tidaholm den största orten.

## Socknar
Den medeltida fjärdingsindelningen av Vartofta härad kommer ur ett räfstetingsbrev från 1397. Tabellen visar även socknarnas nutida kommun- och länstillhörighet, samt sockennummer och kommunkoder. När Skaraborgs län existerade låg alla socknarna i det, ingen i Jönköpings län.
| Socken              | Sn-nr | Fjärding                                     | Kommun        | Kn-kod | Län             |
| ------------------- | ----- | -------------------------------------------- | ------------- | ------ | --------------- |
| Acklinga sn         | 1844  | Nordhasta fierdung (Nordligaste fjärdingen)  | Tidaholms kn  | 1498   | Västra Götaland |
| Agnetorps sn        | 1845  | Nordhasta fierdung (Nordligaste fjärdingen)  | Tidaholms kn  | 1498   | Västra Götaland |
| Baltaks sn          | 1847  | Midlasta fierdung (Mellersta fjärdingen)     | Tidaholms kn  | 1498   | Västra Götaland |
| Bjurbäcks sn        | 1853  | Sunnarsta fierdungin (Sydligaste fjärdingen) | Mullsjö kn    | 0642   | Jönköping       |
| Brandstorps sn      | 1861  | Midlasta fierdung (Mellersta fjärdingen)     | Habo kn       | 0643   | Jönköping       |
| Daretorps sn        | 1874  | Midlasta fierdung (Mellersta fjärdingen)     | Tidaholms kn  | 1498   | Västra Götaland |
| Dimbo sn            | 1875  | Nordhasta fierdung (Nordligaste fjärdingen)  | Tidaholms kn  | 1498   | Västra Götaland |
| Falköpings östra sn | 3028  | Alefuæghsfierdung (Ållebergs fjärding)       | Falköpings kn | 1499   | Västra Götaland |
| Fridene sn          | 1896  | Nordhasta fierdung (Nordligaste fjärdingen)  | Hjo kn        | 1497   | Västra Götaland |
| Fröjereds sn        | 1900  | Nordhasta fierdung (Nordligaste fjärdingen)  | Tidaholms kn  | 1498   | Västra Götaland |
| Gustav Adolfs sn    | 1912  | Sunnarsta fierdungin (Sydligaste fjärdingen) | Habo kn       | 0643   | Jönköping       |
| Habo sn             | 1918  | Sunnarsta fierdungin (Sydligaste fjärdingen) | Habo kn       | 0643   | Jönköping       |
| Hångsdala sn        | 1935  | Midlasta fierdung (Mellersta fjärdingen)     | Tidaholms kn  | 1498   | Västra Götaland |
| Härja sn            | 1941  | Midlasta fierdung (Mellersta fjärdingen)     | Tidaholms kn  | 1498   | Västra Götaland |
| Hömbs sn            | 1945  | Nordhasta fierdung (Nordligaste fjärdingen)  | Tidaholms kn  | 1498   | Västra Götaland |
| Karleby sn          | 1951  | Alefuæghsfierdung (Ållebergs fjärding)       | Falköpings kn | 1499   | Västra Götaland |
| Korsberga sn        | 1957  | Nordhasta fierdung (Nordligaste fjärdingen)  | Hjo kn        | 1497   | Västra Götaland |
| Kungslena sn        | 1958  | Nordhasta fierdung (Nordligaste fjärdingen)  | Tidaholms kn  | 1498   | Västra Götaland |
| Kymbo sn            | 1960  | Sunnarsta fierdungin (Sydligaste fjärdingen) | Tidaholms kn  | 1498   | Västra Götaland |
| Kälvene sn          | 1964  | Sunnarsta fierdungin (Sydligaste fjärdingen) | Falköpings kn | 1499   | Västra Götaland |
| Luttra sn           | 1979  | Alefuæghsfierdung (Ållebergs fjärding)       | Falköpings kn | 1499   | Västra Götaland |
| Mularps sn          | 1992  | Nordhasta fierdung (Nordligaste fjärdingen)  | Falköpings kn | 1499   | Västra Götaland |
| Nykyrka sn          | 2003  | Sunnarsta fierdungin (Sydligaste fjärdingen) | Mullsjö kn    | 0642   | Jönköping       |
| Näs sn              | 2004  | Sunnarsta fierdungin (Sydligaste fjärdingen) | Falköpings kn | 1499   | Västra Götaland |
| Ottravads sn        | 2007  | Nordhasta fierdung (Nordligaste fjärdingen)  | Tidaholms kn  | 1498   | Västra Götaland |
| Sandhems sn         | 2017  | Sunnarsta fierdungin (Sydligaste fjärdingen) | Mullsjö kn    | 0642   | Jönköping       |
| Skörstorps sn       | 2029  | Midlasta fierdung (Mellersta fjärdingen)     | Falköpings kn | 1499   | Västra Götaland |
| Slöta sn            | 2032  | Alefuæghsfierdung (Ållebergs fjärding)       | Falköpings kn | 1499   | Västra Götaland |
| Suntaks sn          | 2040  | Midlasta fierdung (Mellersta fjärdingen)     | Tidaholms kn  | 1498   | Västra Götaland |
| Tiarps sn           | 2056  | Nordhasta fierdung (Nordligaste fjärdingen)  | Falköpings kn | 1499   | Västra Götaland |
| Utvängstorps sn     | 2078  | Midlasta fierdung (Mellersta fjärdingen)     | Mullsjö kn    | 0642   | Jönköping       |
| Valstads sn         | 2081  | Midlasta fierdung (Mellersta fjärdingen)     | Tidaholms kn  | 1498   | Västra Götaland |
| Vartofta-Åsaka sn   | 2086  | Sunnarsta fierdungin (Sydligaste fjärdingen) | Falköpings kn | 1499   | Västra Götaland |
| Varvs sn            | 2087  | Nordhasta fierdung (Nordligaste fjärdingen)  | Tidaholms kn  | 1498   | Västra Götaland |
| Velinga sn          | 2088  | Midlasta fierdung (Mellersta fjärdingen)     | Tidaholms kn  | 1498   | Västra Götaland |
| Vistorps sn         | 2091  | Sunnarsta fierdungin (Sydligaste fjärdingen) | Falköpings kn | 1499   | Västra Götaland |
| Vättaks sn          | 2100  | Midlasta fierdung (Mellersta fjärdingen)     | Tidaholms kn  | 1498   | Västra Götaland |
| Yllestads sn        | 2102  | Sunnarsta fierdungin (Sydligaste fjärdingen) | Falköpings kn | 1499   | Västra Götaland |
| Åsle sn             | 2104  | Nordhasta fierdung (Nordligaste fjärdingen)  | Falköpings kn | 1499   | Västra Götaland |
| Östra Gerums sn     | 2112  | Midlasta fierdung (Mellersta fjärdingen)     | Tidaholms kn  | 1498   | Västra Götaland |

Falköpings stad hade egen jurisdiktion (rådhusrätt) till 1954 då den ingick i häradets landsrätt. Tidaholms stad bildad 1910 hade inte egen jurisdiktion.

## Län, fögderier, domsagor, tingslag, tingsrätter och stift
Häradet hörde mellan 1634 och 1998 till Skaraborgs län (mindre delar av socknar före 1890 även till Älvsborgs län), därefter till Västra Götalands län för huvuddelen och Jönköpings län för områdena i Habo kommun och Mullsjö kommun.  Församlingarna i häradet tillhörde Skara stift.
Häradets socknar hörde till följande fögderier:
- 1686-1945 Vartofta fögderi
- 1946-1990 Tidaholms fögderi för socknarna i Hjo kommun och i Tidaholms kommun samt Gustav Adolfs socken och Brandstorps socken, från 1952 för Habo socken, från 1967 för socknar i Mullsjö kommun
- 1946-1990 Falköpings fögderi för socknarna i Falköpings kommun och till 1951 för Habo socken och till 1967 för socknarna i Mullsjö kommun

Häradets socknar tillhörde följande domsagor, tingslag och tingsrätter:
- 1680-1912 Dimbo tingslag för socknarna i Hjo kommun och i Tidaholms kommun, förutom de som ingick i Slättängs tingslag, samt Tiarps, Åsle, Mularps och Skörstorps socknar
- 1680-1912 Leaby tingslag för socknarna i Falköpings kommun som inte ingick i Slättängs och Dimbo tingslag samt socknarna i Frökinds härad
- 1680-1912 Slättängs tingslag för socknarna i Mullsjö och Habo kommuner samt i Falköpings kommun, Vartofta-Åsaka, Vistorps, Yllestads och i Tidaholms kommun, Näs socknar samt Valstads, Kimbo, Vättaks, Suntaks och Härja socknar
- tingslagen enligt ovan ingick i nedanståedne domsagor
  - 1680-1780 samt 1808-1809 Vartofta, Frökinds, Laske och Barne häraders domsaga
  - 1781-1807 Vartofta härads domsaga
  - 1810-1913 Vartofta och Frökinds domsaga
- 1913-1970 Vartofta och Frökinds domsagas tingslag i Vartofta och Frökinds domsaga

- 1971-2001 Falköpings tingsrätt och dess domsaga bara till 1998 för Habo och Mullsjö kommuner och ej för Hjo kommun från 1974
- 1974-2009 Skövde tingsrätt och domsaga från 1974 för Hjo kommun, och från 2001 för Falköpings och Tidaholm kommun
- 1998- Jönköpings tingsrätt och dess domsaga för Habo och Mullsjö kommuner
- 2009- Skaraborgs tingsrätt och dess domsaga för delarna i Falköpings, Tidaholms och Hjo kommuner